# Sammarçolles
Sammarçolles – miejscowość i gmina we Francji, w regionie Nowa Akwitania, w departamencie Vienne.
Według danych na rok 1990 gminę zamieszkiwały 472 osoby, a gęstość zaludnienia wynosiła 22 osób/km² (wśród 1467 gmin regionu Poitou-Charentes, Sammarçolles plasuje się na 572. miejscu pod względem liczby ludności, natomiast pod względem powierzchni na miejscu 348.).